# Бандитки (фильм, 2006)
«Банди́тки» (англ. Bandidas) — вестерн 2006 года, снятый совместно США, Францией и Мексикой. Продюсером и автором сценария является Люк Бессон. В главных ролях снялись Пенелопа Крус, Сальма Хайек, Стив Зан, Сэм Шепард, Дуайт Йокем и Исмаэль «Ист» Карло.
Премьера фильма состоялась 18 января 2006 года в России, Франции и Бельгии. В США фильм вышел 22 сентября 2006 года, но в ограниченном прокате. Общемировые сборы фильма составили чуть более 18 миллионов долларов.
Теглайн фильма: «Definitely wanted»

## Сюжет
Действие фильма происходит в Мексике в 1888 году. Фильм рассказывает о двух девушках, Марии Альварес и Саре Сандоваль. Мария — бедная крестьянская девушка. Сара — дочь крупного землевладельца, вернувшаяся после обучения из Европы. Неожиданно на отцов обеих девушек было совершено разбойное нападение жестоким американским землевладельцем Тайлером Джексоном и его людьми для того, чтобы отнять у них землю; отец Сары был смертельно отравлен, отец Марии — тяжело ранен. Тайлер пытается сделать Сару своей любовницей, но та сбегает и принимает решение ограбить банк, принадлежавший её отцу. В банке она встречается с Марией, которая решила ограбить этот же банк. Девушки ссорятся, но, завидев из окна Тайлера, успевают скрыться, после чего заключают союз. Для того, чтобы жестоко отомстить, они решают грабить банки, отдавая деньги ограбленным мексиканцам, потерявшим свои земли.
Они идут в обучение к профессиональному грабителю Биллу Баку, который учит их не только физической подготовке, но и взаимному доверию.
После нескольких ограблений для поимки бандиток Джексон приглашает из Америки детектива Квентина Кука. Вскоре Сара и Мария узнают о нём и, переодевшись девочками из местного кабаре, пробираются к нему в гостиничный номер, где умудряются не только рассказать ему, что на самом деле происходит в городе, но и поучить Марию целоваться. Они ведут его в один из банков для того, чтобы показать документы на захваченные земли. Для того, чтобы выйти из банка, они инсценируют похищение Квентина.
Квентин начинает принимать участие в их ограблениях, причём девушки всё время требуют к себе его внимания. Одно из ограблений заканчивается их поимкой, но восставшие мексиканцы, среди которых и отец Марии, освобождают пленников.
Джексон принимает решение перевезти деньги на территорию США, обманув правительство Мексики. Девушки проникают на поезд, настигают попытавшегося сбежать Джексона и убивают его. Квентин уезжает домой вместе с оказавшейся на поезде собственной освобождённой невестой. Мария и Сара принимают решение уехать грабить европейские банки, ведь они, по словам Сары, «гораздо крупнее».

## В ролях
| Актёр               | Роль           |
| ------------------- | -------------- |
| Пенелопа Крус       | Мария Альварес |
| Сальма Хайек        | Сара Сандоваль |
| Стив Зан            | Квентин Кук    |
| Сэм Шепард          | Билл Бак       |
| Дуайт Йокем         | Тайлер Джексон |
| Исмаэль «Ист» Карло | Дон Диего      |